# 華臣
華臣（？—？），子姓，華氏，中国春秋时期宋国司徒，華元的儿子。

## 生平
前564年（鲁襄公九年、宋平公十二年）春，宋国发生火灾。执政的司城乐喜命华臣调集常备兵，华臣命隧正调集远郊城堡之兵，赶赴火灾发生的地点。华阅主管右师，向戌主管左师，督促属官，乐遄准备刑具，皇郧命令管马的人牵出马匹。西鉏吾保护国库。命令司宫，巷伯在宫内警戒。令四个乡正祭祀四乡神灵，在宋都西门外祭祀盘庚。前556年（鲁襄公十七年、宋平公二十年）宋国的华阅死后，華臣认为華皋比家族力量微弱，派坏人去杀他的家总管华吴。六个坏人在卢门合左师后边用铍刀把华吴杀死。左师向戌害怕，说：“老朽我没有罪。”坏人诬陷：“皋比私自讨伐华吴。”幽禁了华吴的妻子，对她说：“把你的大玉璧给我。”宋平公听说后说：“华臣不仅残暴地对待他的宗室，而且使宋国的政令大乱，一定要驱逐他。”向戌说：“华臣，也是卿。大臣不和，这是国家之耻，不如掩盖起来。”宋平公没有加罪。向戌讨厌华臣，自己做了一根短马鞭，经过华臣门口时，一定快马加鞭。十一月廿二，国人追赶疯狗，追到华臣家里。华臣害怕他们对自己不利，逃亡到陈国。